# Sàn gỗ công nghiệp
Sàn gỗ công nghiệp và loại vật liệu hiện đại bắt nguồn từ Đức, được sản xuất từ bột gỗ tự nhiên kết hợp công nghệ cao để tạo ra vật liệu gỗ mật độ cao có thể thay thế được sàn gỗ tự nhiên cũng như chống lại được các ảnh hưởng của môi trường lên các loại vật liệu gỗ truyền thống như mối mọt, cong vênh, chống ẩm, chống xước…

## Cấu tạo sàn gỗ
Cấu trúc của sàn gỗ công nghiệp: bao gồm 4 lớp:
1. Lớp phủ bề mặt
2. Lớp trang trí
3. Lớp lõi gỗ ép mật độ cao
4. Lớp đế

Chất lượng của sàn gỗ phụ thuộc vào lõi được làm bằng HDF (High Density Fibreboard). HDF chịu được mức sử dụng cao do áp suất nén lớn 850kg/cm2, và khối lượng riêng từ 850 – 900kg/m³.

## Lịch sử phát triển
Lịch sử phát triển của sàn gỗ công nghiệp:
- 1977: Giai đoạn mới bắt đầu, thế hệ sàn gỗ đầu tiên HPL (High Pressure Laminate) được làm từ ván ép
- 1980 – 1988: Giai đoạn thử thách, những dạng mới cho ngành sàn gỗ công nghiệp.
- 1989: Cuộc cách mạng kĩ thuật đầu tiên, sàn gỗ công nghiệp được nén với áp suất trực tiếp.
- 1990 – 1995: Nhiều thiết kế trang trí hơn, những vân màu đá hữu hiệu và sáng tạo đầu tiên
- 1996: Cuộc cách mạng kĩ thuật khác, sàn gỗ với hệ thống hèm khóa đầu tiên
- 2000: Sàn gỗ không tiếng động, cách âm, mềm hoặc cán mỏng
- 2001 – 2003: Hoàn thiện hoàn toàn, sự phát triển của công nghệ in lỗ đồng bộ
- 2002 – 2004: Sự phát triển mới trọng đại, kết cấu gỗ thật, gạch có hiệu lực
- 2003 – 2005: Sàn gỗ công nghiệp với giá trị gia tăng, bổ sung những tính năng hữu ích
- 2005 – 2006: Thêm một cuộc cách mạng, sự phát triển của kĩ thuật in trực tiếp
- Từ 2006: Phổ biến những dạng mới: bản dài và bản hẹp
- 2006 – 2008: Bùng nổ nhiều thiết kế sáng tạo: gồm mẫu truyền thống, công nghiệp và mới lạ.
- 2008 - 2013: Sản phẩm đa dạng hơn, phân phối đẩy mạnh

## Đặc tính cơ bản
Những đặc tính cơ bản của sàn gỗ công nghiệp
- Chống trầy xước: phù hợp với các bánh xe nhỏ ở chân bàn ghế. Đây là một trong những đặc tính sử dụng đặc biệt của sàn gỗ công nghiệp. Bạn có thể thử nghiệm bằng cách kéo và xoay bánh xe trên sàn. Sau đó bạn kiểm tra lại mặt sàn.
- Chống cháy: Bề mặt được phủ các tinh thể nhôm không bén lửa và lõi ván được xừ lý cơ học để hạn chế tính dễ cháy của gỗ. Đặc tính này được hiểu như là chịu được nhiệt độ cao của nến, bật lửa, diêm và tàn thuốc lá. Phải được chứng minh bởi nhà sản xuất theo chứng nhận của Đức DIN 4.102-B1.
- Thích hợp cho phía dưới sàn có nhiệt độ cao: Các nhà sản xuất tính đến việc sàn gỗ có thể được trên hệ thống sưởi ngầm sử dụng nước nóng. Tính chất này đảm bảo cho sàn ổn định khi gặp nhiệt độ cao.
- Chịu ẩm: Công nghệ sản xuất hiện đau cho ra đời nhiều dòng sản phẩm sàn gỗ công nghiêp có khả năng chịu nước, có thể ngâm trong nước đến 100h mà tỷ lệ trương nở chỉ 8% và có thể hồi phục khi khô.
- Tính bền vững đối với ánh sáng: không bị phai màu do tia cực tím, mức ảnh hưởng được đo lường "mức 6 trên thang màu xanh và mức 4 trên thang màu xám". Điều này cho thấy hầu hết sàn gỗ công nghiệp giữ được độ bền màu ngay cả khi tiếp xúc trực tiếp với ánh nắng mặt trời gay gắt.
- Chống bẩn hóa chất: các chất sử dụng hằng ngày như thức ăn, thức uống... Những vết ố này dễ dàng bị loại bỏ bất kì lúc nào.
- Phát thải khí độc hại thấp: là một thuật ngữ luôn được sử dụng trong thông tin sản phẩm. E1 là tiêu chuẩn quy định giới hạn khí phát thải formaldehyde của chính phủ ở mức 0.1ppm (<0.125mg/m³ không khí). Các sản phẩm của các nhà sản xuất cũng áp dụng mức giới hạn này.
- Chịu lực: là cách sàn gỗ chịu được lực tác dụng của một vật nặng rơi xuống sàn.
- Thế hệ hèm khóa 2 chiều, lắp đặt dễ dàng nhanh chóng và không cần dùng keo.

Lõi HDF, Chống trầy AC, E1 của sàn gỗ là gì?
- HDF (High Density Fibreboard).
- AC (Abrasion Class): độ chịu mài mòn, chống trầy xước. AC3 có khả năng chịu mài mòn với máy test bề mặt chuyên dụng khoảng 2000 vòng, AC4 khoảng 4000 vòng
- E1 (Formaldehyde Emission). Hiện nay, E1 là tiêu chuẩn quy định giới hạn khí phát thải Formandehyde của chính phủ ở mức 0.1ppm (<0.125 mg/m3 không khí). Một số thông tin cập nhật trên thị trường ván sàn, nhà sản xuất sàn gỗ Malaysia đang chuẩn bị cho ra loại sản phẩm đạt tiêu chuẩn E0 (mức độc hại thấp nhất có thể).